# Natação no Campeonato Europeu de Esportes Aquáticos de 2012 - 50 m peito masculino
A prova dos 50 metros peito masculino da natação no Campeonato Europeu de Esportes Aquáticos de 2012 ocorreu entre os dias 25 e 26 de maio em Debrecen na Hungria. 

## Calendário
| Fase          | Data       | Hora  |
| ------------- | ---------- | ----- |
| Eliminatórias | 25 de maio | 10:45 |
| Semifinal     | 25 de maio | 18:21 |
| Final         | 26 de maio | 18:30 |

Todos os horários estão no horário local (UTC+1)

## Recordes
Antes desta competição, os recordes eram os seguintes:
| Recorde mundial       | Cameron van der Burgh | 26.67 | Roma   | 29 de julho de 2009 |
| Recorde europeu       | Hendrik Feldwehr      | 26.83 | Roma   | 28 de julho de 2009 |
| Recorde do campeonato | Oleg Lisogor          | 27.18 | Berlim | 2 de agosto de 2002 |

## Medalhistas
| Ouro                 | Prata                | Bronze                     |
| Damir Dugonjič (SLO) | Fabio Scozzoli (ITA) | Panagiotis Samilidis (GRE) |

## Resultados

### Eliminatórias
Esses foram os resultados das eliminatórias. 
| Pos. | Bateria | Raia | Nadador                | Nacionalidade | Tempo | Notas            |
| ---- | ------- | ---- | ---------------------- | ------------- | ----- | ---------------- |
| 1    | 5       | 4    | Damir Dugonjič         | Eslovênia     | 27.36 | Q                |
| 2    | 7       | 4    | Fabio Scozzoli         | Itália        | 27.56 | Q                |
| 3    | 7       | 5    | Mattia Pesce           | Itália        | 27.78 | Q                |
| 4    | 6       | 4    | Matjaž Markič          | Eslovênia     | 27.81 | Q                |
| 5    | 6       | 3    | Panagiotis Samilidis   | Grécia        | 27.93 | Q                |
| 5    | 7       | 7    | Filipp Provorkov       | Estónia       | 27.93 | Q,               |
| 7    | 5       | 1    | Valeriy Dymo           | Ucrânia       | 27.94 | Q                |
| 8    | 5       | 5    | Aleksander Hetland     | Noruega       | 27.97 | Q                |
| 9    | 5       | 3    | Čaba Silađi            | Sérvia        | 27.99 | Q                |
| 10   | 6       | 7    | Gábor Financsek        | Hungria       | 28.01 | Q                |
| 11   | 6       | 5    | Dragos Agache          | Roménia       | 28.02 | Q                |
| 12   | 5       | 8    | Viktar Vabishchevich   | Bielorrússia  | 28.03 | Q,               |
| 13   | 7       | 3    | Petr Bartůněk          | Chéquia       | 28.05 | Q                |
| 14   | 7       | 2    | Emil Tahirovič         | Eslovênia     | 28.09 |                  |
| 15   | 4       | 4    | Eetu Karvonen          | Finlândia     | 28.20 | Q                |
| 15   | 6       | 6    | Kirill Strelnikov      | Rússia        | 28.20 | Q                |
| 17   | 5       | 7    | Dawid Szulich          | Polónia       | 28.21 |                  |
| 18   | 5       | 2    | Martin Schweizer       | Suíça         | 28.22 |                  |
| 19   | 4       | 3    | Robert Vovk            | Eslovênia     | 28.38 |                  |
| 20   | 4       | 6    | Ante Krizan            | Croácia       | 28.40 |                  |
| 20   | 7       | 6    | Ömer Aslanoğlu         | Turquia       | 28.40 |                  |
| 22   | 4       | 5    | Carlos Esteves Almeida | Portugal      | 28.43 | Recorde nacional |
| 22   | 6       | 2    | Andriy Kovalenko       | Ucrânia       | 28.43 |                  |
| 24   | 4       | 8    | Johannes Skagius       | Suécia        | 28.44 |                  |
| 25   | 5       | 6    | Anton Lobanov          | Rússia        | 28.45 |                  |
| 26   | 3       | 3    | Tomas Klobucnik        | Eslováquia    | 28.50 |                  |
| 26   | 4       | 2    | Sasa Gerbec            | Croácia       | 28.50 |                  |
| 28   | 6       | 8    | Laurent Carnol         | Luxemburgo    | 28.57 | Recorde nacional |
| 29   | 4       | 7    | Filip Wypych           | Polónia       | 28.60 |                  |
| 30   | 7       | 8    | Yaron Shagalov         | Israel        | 28.61 |                  |
| 31   | 3       | 8    | Tamás Szabó            | Hungria       | 28.66 |                  |
| 32   | 6       | 1    | Marek Botik            | Eslováquia    | 28.72 |                  |
| 33   | 3       | 7    | Imri Ganiel            | Israel        | 28.78 |                  |
| 34   | 3       | 6    | Ari-Pekka Liukkonen    | Finlândia     | 28.83 |                  |
| 35   | 3       | 5    | Igor Borysik           | Ucrânia       | 28.84 |                  |
| 36   | 3       | 2    | Matti Mattsson         | Finlândia     | 28.85 |                  |
| 37   | 2       | 6    | Sverre Næss            | Noruega       | 28.86 |                  |
| 37   | 3       | 4    | Yannick Kaeser         | Suíça         | 28.86 |                  |
| 39   | 7       | 1    | Hunor Mate             | Áustria       | 28.88 |                  |
| 40   | 2       | 7    | Oleg Kostin            | Rússia        | 28.91 |                  |
| 40   | 3       | 1    | Danila Artiomov        | Moldávia      | 28.91 |                  |
| 42   | 2       | 2    | Vaidotas Blažys        | Lituânia      | 29.09 |                  |
| 43   | 2       | 3    | Martin Baďura          | Chéquia       | 29.23 |                  |
| 44   | 1       | 4    | Daniel Vacval          | Eslováquia    | 29.32 |                  |
| 45   | 4       | 1    | Matej Kuchar           | Eslováquia    | 29.42 |                  |
| 46   | 2       | 8    | Lachezar Shumkov       | Bulgária      | 29.45 |                  |
| 47   | 2       | 4    | Jowan Qupty            | Israel        | 29.53 |                  |
| 48   | 2       | 1    | Uldis Tazans           | Letônia       | 29.55 |                  |
| 49   | 2       | 5    | Maxim Podoprigora      | Áustria       | 29.59 |                  |
| 50   | 1       | 3    | Olexiy Rozhkov         | Ucrânia       | 29.65 |                  |
| 51   | 1       | 5    | Ákos Molnár            | Hungria       | 30.42 |                  |
| 52   | 1       | 6    | Marius Mikalauskas     | Lituânia      | 30.66 |                  |

### Semifinal
Esses foram os resultados das semifinais. 
Semifinal 1
| Pos. | Raia | Nadador              | Nacionalidade | Tempo | Notas |
| ---- | ---- | -------------------- | ------------- | ----- | ----- |
| 1    | 5    | Matjaž Markič        | Eslovênia     | 27.43 | Q     |
| 2    | 6    | Aleksander Hetland   | Noruega       | 27.68 | Q     |
| 3    | 4    | Fabio Scozzoli       | Itália        | 27.73 | Q     |
| 4    | 3    | Filipp Provorkov     | Estónia       | 28.07 |       |
| 5    | 8    | Dawid Szulich        | Polónia       | 28.08 |       |
| 6    | 2    | Gábor Financsek      | Hungria       | 28.13 |       |
| 7    | 1    | Eetu Karvonen        | Finlândia     | 28.26 |       |
| 7    | 7    | Viktar Vabishchevich | Bielorrússia  | 28.26 |       |

Semifinal 2
| Pos. | Raia | Nadador              | Nacionalidade | Tempo | Notas |
| ---- | ---- | -------------------- | ------------- | ----- | ----- |
| 1    | 4    | Damir Dugonjič       | Eslovênia     | 27.60 | Q     |
| 2    | 5    | Mattia Pesce         | Itália        | 27.63 | Q     |
| 3    | 1    | Petr Bartůněk        | Chéquia       | 27.89 | Q     |
| 4    | 3    | Panagiotis Samilidis | Grécia        | 27.92 | Q     |
| 5    | 6    | Valeriy Dymo         | Ucrânia       | 27.99 |       |
| 5    | 7    | Dragos Agache        | Roménia       | 27.99 |       |
| 7    | 2    | Čaba Silađi          | Sérvia        | 28.04 |       |
| 8    | 8    | Kirill Strelnikov    | Rússia        | 28.25 |       |

Desempate
Foi necessário uma prova extra para determinar o último classificado a final. 
| Pos. | Raia | Nadador       | Nacionalidade | Tempo | Notas |
| ---- | ---- | ------------- | ------------- | ----- | ----- |
| 1    | 4    | Dragos Agache | Roménia       | 28.14 | Q     |
| 2    | 5    | Valeriy Dymo  | Ucrânia       | 28.26 |       |

### Final
Esse foi o resultado da final. 
| Pos.              | Raia | Nadador              | Nacionalidade | Tempo | Notas |
| ----------------- | ---- | -------------------- | ------------- | ----- | ----- |
| Medalha de ouro   | 5    | Damir Dugonjič       | Eslovênia     | 27.32 |       |
| Medalha de prata  | 2    | Fabio Scozzoli       | Itália        | 27.49 |       |
| Medalha de bronze | 1    | Panagiotis Samilidis | Grécia        | 27.64 |       |
| 4                 | 3    | Mattia Pesce         | Itália        | 27.65 |       |
| 5                 | 4    | Matjaž Markič        | Eslovênia     | 27.67 |       |
| 6                 | 6    | Aleksander Hetland   | Noruega       | 27.82 |       |
| 7                 | 8    | Dragos Agache        | Roménia       | 27.84 |       |
| 8                 | 7    | Petr Bartůněk        | Chéquia       | 27.89 |       |

Legenda
| Recorde mundial       | Recorde mundial (World record)               |                       | Recorde africano                      | Recorde africano (African) |                                           | Q | Classificado por posição (Qualified) |
| Recorde do campeonato | Recorde do campeonato (Championship record)  | Recorde da América    | Recorde da América (Americas)         | q                          | Classificado por melhor tempo (Qualified) |   |                                      |
| Melhor marca do ano   | Melhor marca do ano (World leading)          | Recorde asiático      | Recorde asiático (Asian)              | DNS                        | Não largou (Did not start)                |   |                                      |
| Recorde nacional      | Recorde nacional (National record)           | Recorde europeu       | Recorde europeu (European)            | DNF                        | Não terminou (Did not finish)             |   |                                      |
| Recorde pessoal       | Recorde pessoal do atleta (Personal best)    | Recorde da Oceania    | Recorde da Oceania (Oceania)          | DSQ / DQ                   | Desclassificado (Disqualified)            |   |                                      |
| Recorde da temporada  | Recorde da temporada do atleta (Season best) | Recorde sul-americano | Recorde sul-americano (South America) | NM                         | Sem marca (No mark)                       |   |                                      |